# Державний кордон Гондурасу

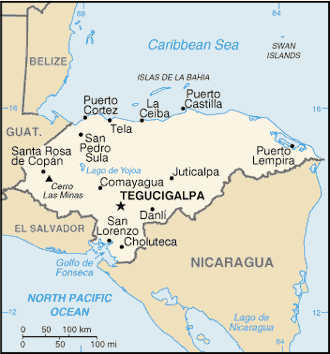
Карта Гондурасу

Державний кордон Гондурасу — державний кордон, лінія на поверхні Землі та вертикальна поверхня, що проходить по цій лінії, що визначають межі державного суверенітету Гондурасу над власними територією, водами, природними ресурсами в них і повітряним простором над ними. 

## Сухопутний кордон
Загальна довжина кордону — 1575 км. Гондурас межує з 3 державами. Уся територія країни суцільна, тобто анклавів чи ексклавів не існує. 
Ділянки державного кордону
| Держава   | Ділянка         | Довжина (км) | Прикордонні регіони | Примітки |
| --------- | --------------- | ------------ | ------------------- | -------- |
| Гватемала | захід           | 244          |                     |          |
| Сальвадор | південний захід | 391          |                     |          |
| Нікарагуа | південь і схід  | 940          |                     |          |

## Морські кордони
Гондурас на півночі омивається водами Карибського моря Атлантичного океану; на півдні водами затоки Фонсека Тихого океану. Загальна довжина морського узбережжя 823 км, з них на узбережжя Карибського моря припадає 669 км, на узбережжя затоки Фонсека — 163 км. Згідно з Конвенцією Організації Об'єднаних Націй з морського права (UNCLOS) 1982 року, протяжність територіальних вод країни встановлено в 12 морських миль (22,2 км). Прилегла зона, що примикає до територіальних вод, в якій держава може здійснювати контроль, необхідний для запобігання порушень митних, фіскальних, імміграційних або санітарних законів, простягається на 24 морські милі (44,4 км) від узбережжя (стаття 33). Виключна економічна зона встановлена на відстань 200 морських миль (370,4 км) від узбережжя. Континентальний шельф — природні межі, або до 200 морських миль (370,4 км) від узбережжя.